# 沃纳梅克
沃纳梅克百货公司（Wanamaker's）是费城的第一个百货公司，也是美国最早的百货公司之一。在20世纪初的顶峰时期，有两个主要的沃纳梅克百货公司，一个在费城市政厅旁的集市街（Market St）与杜松街（Juniper St）路口，另一个在纽约市的百老汇大街与第十街路口。两个店都雇佣了大量的工作人员。到20世纪末，沃纳梅克有有16个店，但是在1995年并入赫克特（Hecht's），21世纪初又并入梅西百货公司。到2011年，昔日的费城沃纳梅克百货公司为梅西百货公司的城中店。